# 422.
◄ | 4. stoljeće | 5. stoljeće | 6. stoljeće | ►
◄ | 390-ih | 400-ih | 410-ih | 420-ih | 430-ih | 440-ih | 450-ih | ►
◄◄ | ◄ | 419. | 420. | 421. | 422. | 423. | 424. | 425. | ► | ►►
Astronomija • Književnost • Kršćanstvo • Pravo • Promet

## Smrti
- 4. rujna – Bonifacije I., papa

## Vanjske poveznice
|  | Zajednički poslužitelj ima još gradiva o temi 422. |